# Església de Sant Miquel de Hildesheim
L'església de Sant Miquel (Michaeliskirche) de Hildesheim, a Alemanya, és una església romànica, catalogada com a Patrimoni de la Humanitat per la UNESCO el 1985 juntament amb la catedral de Santa Maria de Hildesheim.
Estan al municipi de Hildesheim.

## Història
L'església abadia de Sant Miquel va ser construïda entre 1001 i 1031 sota la direcció del bisbe Bernward de Hildesheim (993-1022), com a capella per al seu monestir benedictí. Bernward va dedicar l'església a l'arcàngel que condueix els morts al cel, perquè planejava ser enterrat allí. No obstant això, els seus plans no van poder complir-se, ja que va morir el 1022, onze anys abans de la consagració de l'església el 1033. El successor de Bernward, Gotard, va traslladar les restes de Bernward a la cripta quan aquesta va ser acabada.
Quan es va adoptar la Reforma protestant a Hildesheim el 1542, l'església de San Miquel va passar a ser protestant, però l'activitat del monestir benedictí va continuar fins a la seva secularització el 1803. Els monjos van continuar usant l'església, i la cripta va seguir sent catòlica.
L'any 1943, les obres d'art de l'església foren amagades en una mina i enterrades als terraplens de l'edat mitjana de Hildesheim. El cor i els quaderns més antics foren protegits amb formigó. Per això varen sobreviure a la destrucció: el 22 de març de 1945 l'església de Sant Miquel va ser destruïda per un bombardeig durant la Segona Guerra mundial, però va ser reconstruïda entre 1950 i 1957.

## Referències

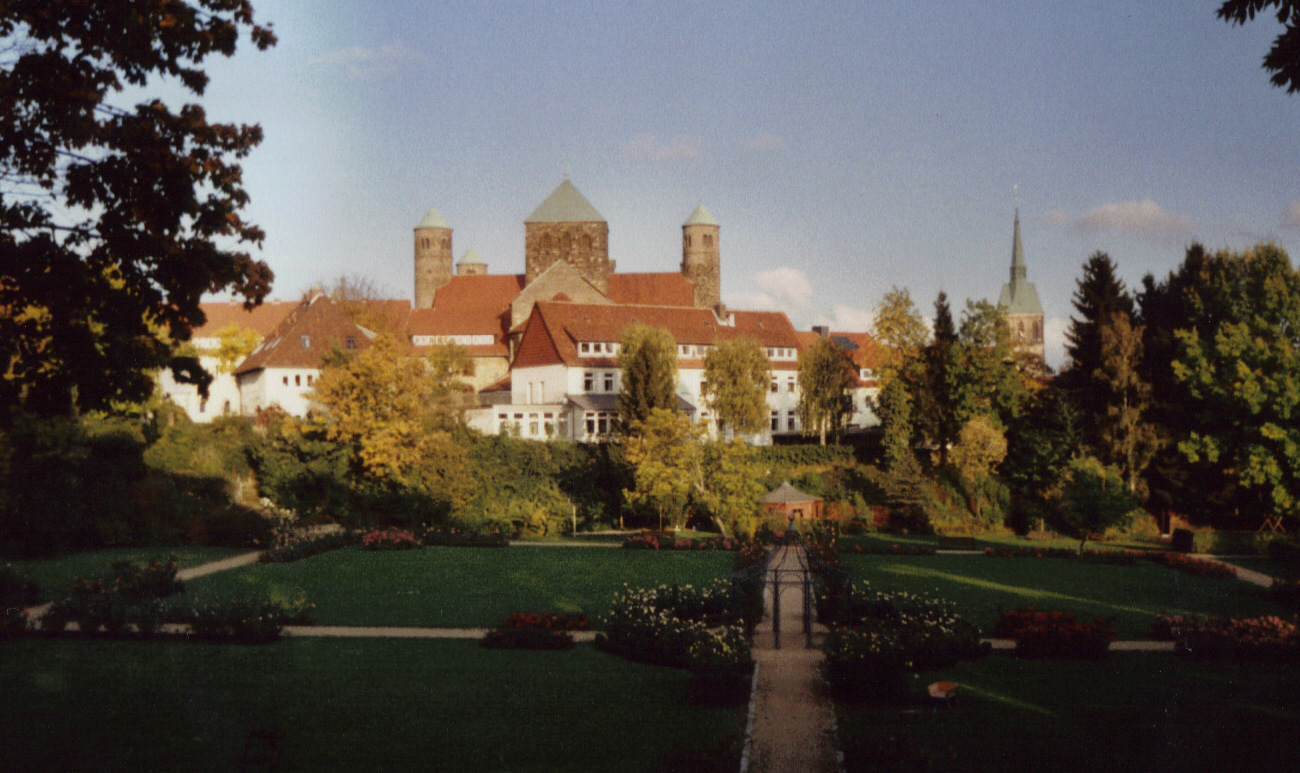
L'església de Sant Miquel, vista general de l'oest amb el jardí de Santa Magdalena

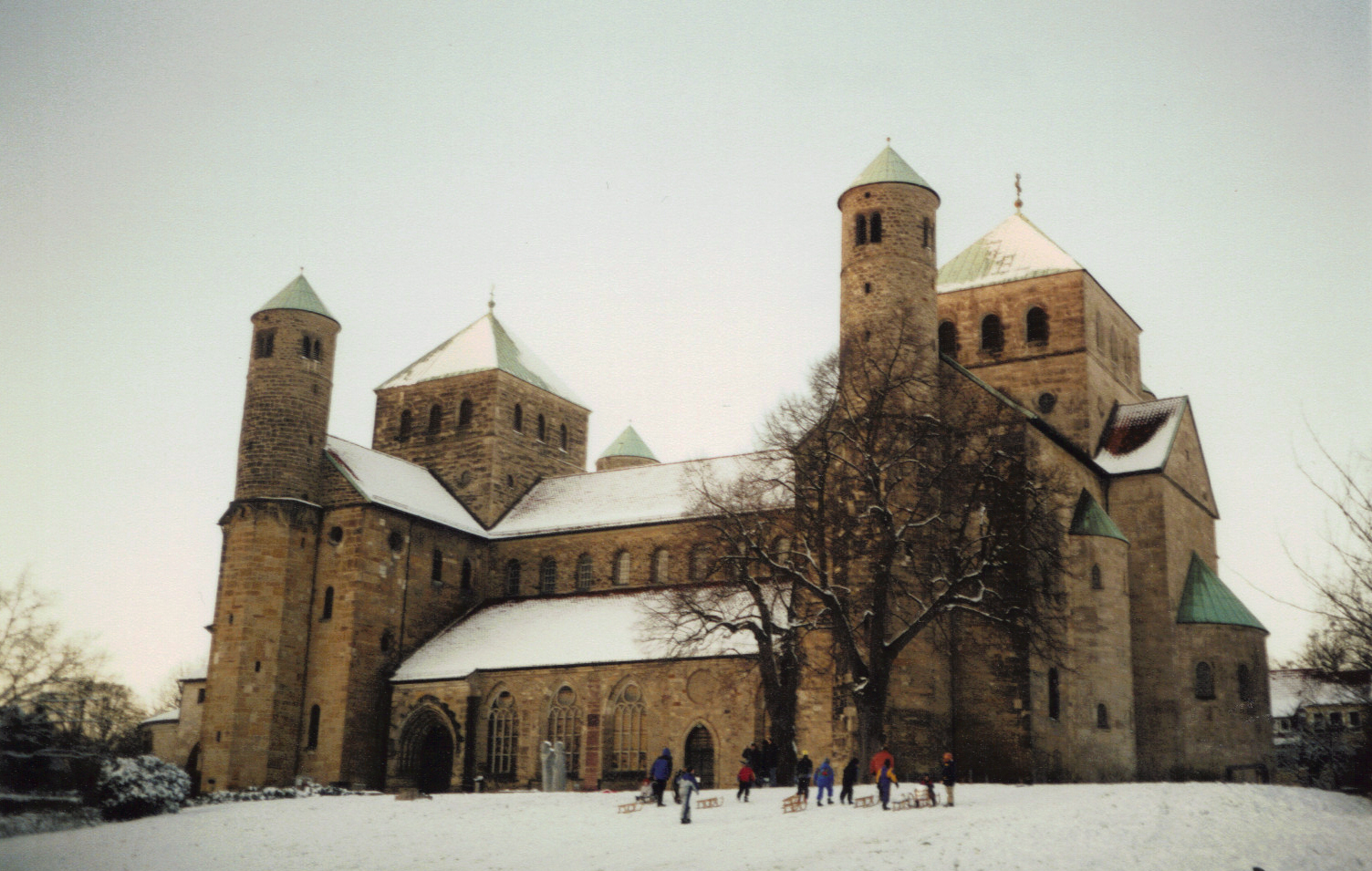
L'església de Sant Miquel, vista general del sud a l'hivern